# زئیر زئیر
زئیر زئیر (به انگلیسی: Zairean zaire) (به زبان بومی: zaïre) با کد ایزوی ZRZ، یکای پول رایج در کشور زئیر است. مسئولیت کنترل این واحد پولی برعهدهٔ بانک زئیر قرار دارد.